# Cleto Bellucci
Pour les articles homonymes, voir Bellucci.
Cleto Bellucci, né le 23 avril 1921 à  Ancône,  en Italie,
et mort le 7 mars 2013 à Fermo,  est un prélat catholique italien.

## Biographie
Bellucci est ordonné prêtre en 1946. En 1969, il est nommé évêque auxiliaire de Tarente et évêque titulaire de Melzi (de). Belluci est transféré archevêque auxiliaire de Fermo en 1973 et devient archevêque de Fermo en 1976. Il prend sa retraite en 1997.